# Josip Jurčič

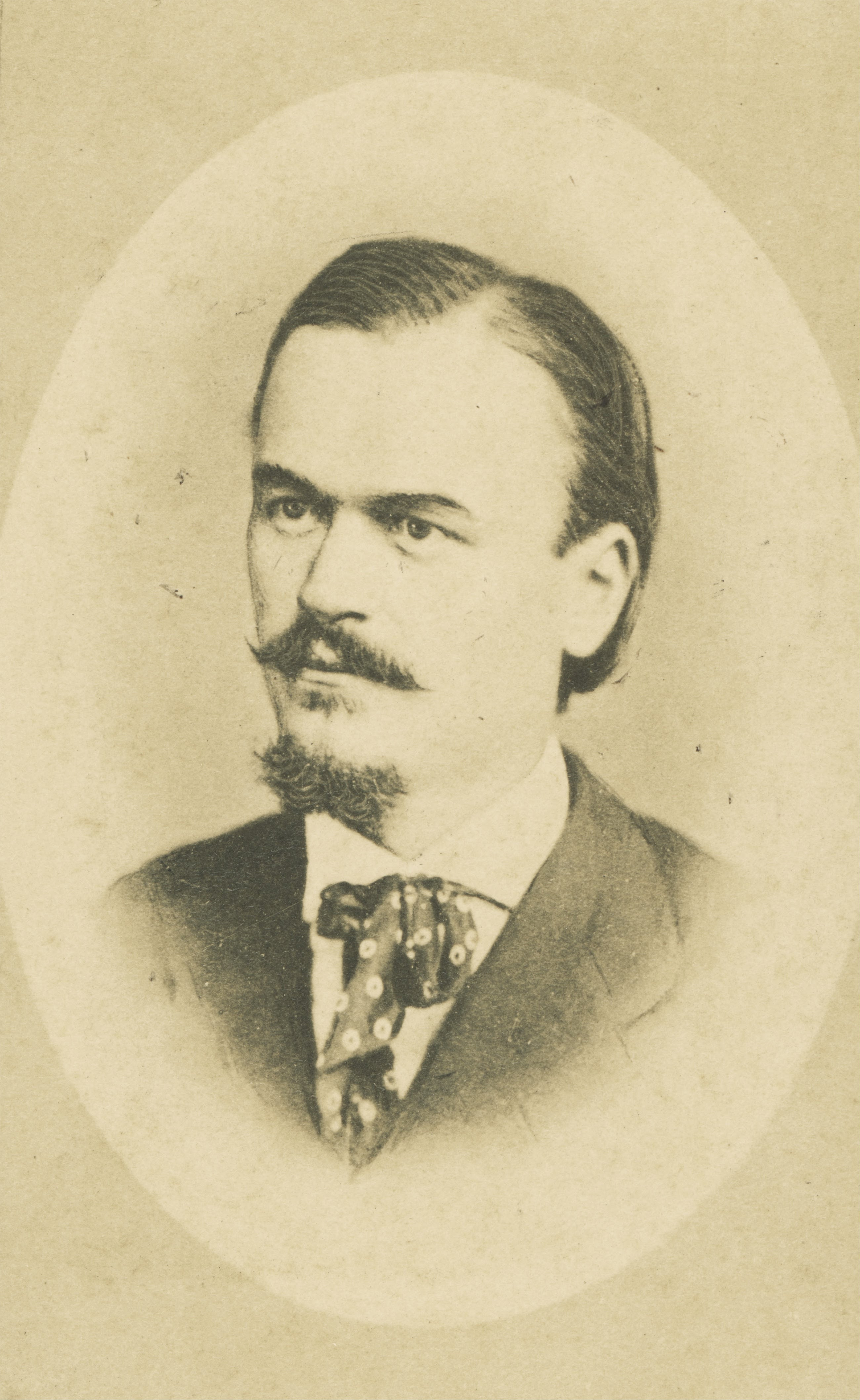
Josip Jurčič

Josip Jurčič (* 4. März 1844 in Muljava, Unterkrain; † 3. Mai 1881 in Ljubljana, Herzogtum Krain, Cisleithanien) war ein slowenischer Schriftsteller und Journalist.

## Leben und Wirken
Jurčič kam aus sehr einfachen Verhältnissen. Er besuchte die Volksschule in Višnja Gora und konnte 1857 an das Gymnasium in Ljubljana wechseln. 1865 erreichte er seine Matura und ging nach Wien, um dort ab 1866 u. a. Klassische Philologie zu studieren.
Bar jeglicher Unterstützung musste er sein Studium ohne Abschluss abbrechen. Als im Frühjahr 1868 in Maribor die eher politisch ausgerichtete Zeitung „Slovenski Narod“ (Die slowenische Nation) gegründet wurde, bekam Jurčič dort eine Anstellung als Journalist und Hilfsschriftleiter.
Als 1870 Josip Stritar in Wien die literarische Zeitschrift „Zvon“ (Die Glocke) gründete, holte er Jurčič – sie hatten sich während des Studiums kennengelernt – in seine Redaktion. Im Dezember 1870 wurde das Erscheinen „Der Glocke“ eingestellt; sie erschien erst wieder ab 1876.
1870/71 ließ sich Jurčič in Sisak (Kroatien) nieder und wurde dort mit der Schriftleitung der „Südslawischen Zeitung“ betraut. Als anlässlich des Todes von Chefredakteur Anton Tomšić (* 1842) am 27. Mai 1871 die Redaktion umstrukturiert wurde, wechselte Jurčič zurück nach Maribor und übernahm dort die Redaktion des „Slovenski Narod“. Mitte Oktober 1872 verlegte er sein Büro nach Ljubljana, wo diese Zeitschrift bis 1945 existierte.
Zeit seines Lebens war Jurćić von eher kränklicher Natur und 1879 wurde bei ihm Lungenschwindsucht diagnostiziert. Am 3. Mai 1881 starb er an dieser Krankheit in Ljubljana und fand dort auch seine letzte Ruhestätte.

## Rezeption
Seine ersten Berührungen mit der slowenischen Literatur geschahen mit Werken von Fran Levstik. Nicht nur rein literarisch, sondern auch im Sinne eines erwachenden slowenischen Nationalismus, sammelte Jurćič Anregungen für seine Erzählungen in der Geschichte Sloweniens. Nach eigenem Bekunden war es vor allem Valvasors Die Ehre dess Hertzogthums Crain, das ihm neue Ideen lieferte.
Sein 1866 erschienener Roman Deseti brat gilt als der erste slowenische Roman der Moderne.
1863 richtete der katholische Bücherverein St. Hermagoras ein Preisausschreiben aus, um die beste Erzählung aus der slowenischen Geschichte zu ermitteln. Den ersten Preis, dotiert mit 100 Gulden, erhielt Jurćić für seine Erzählung Georg Kozjak, bei der er auf die Biographie von Ludwig von Kosiack zurückgriff.
Als 1936 das Kloster Sittich (Zisterzienser) seinen 800. Geburtstag feierte, wurde die Erzählung Georg Kozjak – welche als sein Opus magnum gilt – ins Französische übersetzt. Anlässlich deren Rezension bemerkte der französische Historiker Georges Goyau (1869–1939):

„Wenn ein Werk geschichtlicher Wiedererweckung einen Augenblick der Vergangenheit ganz erstehen lässt, wenn es die beiden Mächte vor uns aufrichtet, die an den Grenzen Europas um die Seele des Mittelalters stritten, und wenn es schließlich eines jener Klöster in ehrendes Licht stellt, die am Rande des Balkans Boten abendländischen Möchtums waren, dann lässt sich mit Recht behaupten, dass ein solches Werk so große literarische Bedeutung hat, dass es den Lesern aller Länder und aller Sprachen zugänglich sein sollte.“

## Ehrungen
- In Maribor wurde ihm ein Denkmal gewidmet.
- Zwischen Muljava und Višnja Gora wurde zu seinem Gedenken der Jurčič Weg (18 km) eingerichtet.
- Sein Geburtshaus wurde zum Museum erklärt.

## Werke (Auswahl)
- Pripovedka o beli kaći. 1861.
- Spomini na deda. 1863.
- Jurij Kozjak. Slovenski janičar. 1864.
- Deseti brat. 1866.
- Veronika Deseniška. 1881.
- Kozlovska sodba v Višnji Gori. 1867.